# Bellmunt de Segarra
Bellmunt es una localidad española perteneciente al municipio leridano de Talavera, en la comunidad autónoma de Cataluña. Perteneciente a la comarca de la Segarra, en 2020 contaba con 21 habitantes.

## Historia
Antaño un municipio, la localidad contaba hacia 1846 con 44 habitantes. Aparece descrita en el cuarto volumen del Diccionario geográfico-estadístico-histórico de España y sus posesiones de Ultramar de Pascual Madoz de la siguiente manera:

BELLMUNT: l. con ayunt. en la prov. de Lérida (9 1/2 leg.), part. jud. y adm. de rent. de Cervera (1), aud. terr. y c. g. de Cataluña (Barcelona 13), dióc. de Vich. (20): sit. en la cumbre de un cerro, combatido principalmente por los vientos del N., con clima frio pero saludable. Tiene 6 casas y una parr. (San Pedro) servida por un cura de provision de S. M. ó del diocesano, segun los meses en que vaca, y en concurso general; es aneja de dicha igl. la de San Jaime de Rocamora. Confina el térm. N. Aguiló; E. Sta. Coloma de Queralt; S. Talavera y O. Sivit. El terreno es montuoso y de infima calidad, poblado de pinos que dan madera para construccion y leña para combustible. Los caminos dirigen á la v. de Sta. Coloma y á la cab. del part., encontrándose en mediano estado. el correo se recibe de la mencionada v. prod.: escaña, legumbres y pastos, con los que sostiene ganado vacuno, mular, de lana y cabrio; y hay caza de conejos y perdices. pobl.: 6 vec., 44 alm. riqueza imp.: 14,260 rs.
(Madoz, 1846, pp. 152-153)

## Demografía
Cuenta con una población de 26 habitantes (INE 2024).
| Gráfica de evolución demográfica de Bellmunt d'Urgell entre 1842 y 2021 |
| |
| Población de derecho según los censos de población del INE Población de hecho según los censos de población del INEEn estos censos se denominaba Bellmunt: 1842, 1857, 1860, 1877, 1887, 1897, 1900, 1910, 1920, 1930, 1940, 1950, 1960, 1970 y 1981 |

En 2020 el núcleo de población de Bellmunt contaba con 21 habitantes y la entidad singular correspondiente con 30 habitantes.